# Stigmidium hageniae
Stigmidium hageniae är en lavart som först beskrevs av Rehm, och fick sitt nu gällande namn av Hafellner 1988. Stigmidium hageniae ingår i släktet Stigmidium och familjen Mycosphaerellaceae.   Inga underarter finns listade i Catalogue of Life.